# Фамиль Мехти
Фамиль Мехти (полное имя Мехтиев Фамиль Агалар оглы азерб. Mehdiyev Famil Ağalar oğlu, 25 декабря 1934, Сарыгаджилы, Агдамский район — 29 сентября 2003, Баку) — азербайджанский публицист, поэт, доктор филологических наук (с 1974 года), профессор (с 1977 года), член Союза Писателей Азербайджана (с 1959 года).

## Биография
Мехтиев Фамиль родился 25 декабря 1934 года в селе Сарыгаджилы Агдамского района. Окончив 7-летнюю школу, продолжил своё образование в Агдамской педагогической школе. Позже, в 1953 году поступил в Азербайджанский Государственный Университет на факультет филологии по специальности журналиста, которую окончил в 1958 году.
В 1958 году начал свою трудовую деятельность в вечерней газете "Баку". Далее в 1961-1964 годах был аспирантом в Азербайджанском Государственном Университете, после чего стал педагогом, главным педагогом, заведующим кафедрой теории и практики журналистики (с 1973 года) в том же университете.
Скончался 29 сентября 2003 года в Баку.

### Память
В Государственном архиве литературы и искусства имени Салмана Мумтаза функционирует личный фонд Фамиля Мехти, который был создан еще при его поэта. В 2010 году сын поэта Шамиль Мехти передал в архив новые документы.